# Dreiband-Weltmeisterschaft 1979

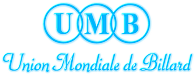
Logo UMB (ausrichtender Verband)

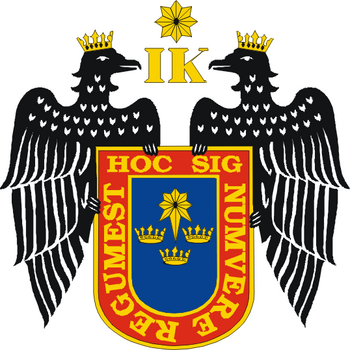
Veranstaltungsort: Lima

Die Dreiband-Weltmeisterschaft 1979 war das 34. Turnier in dieser Disziplin des Karambolagebillards und fand vom 11. bis 20. Mai 1979 in Lima statt. Es war nach 1967 die zweite Dreiband-WM in Lima.

## Geschichte
Trotz einer Niederlage gegen Nobuaki Kobayashi in der letzten Partie sicherte sich Raymond Ceulemans dank des besseren GD bei Punktegleichheit seinen 16. Weltmeistertitel im Dreiband. Kobayashi verlor vorher gegen seinen Landsmann Yoshio Yoshihara.

## Modus
Gespielt wurde „Jeder gegen Jeden“ auf 60 Punkte.

## Abschlusstabelle
| MP    | Match Points (Sieger = 2; Unentschieden = 1; Verlierer = 0) |
| Pkte. | Erzielte Karambolagen                                       |
| Aufn. | Benötigte Versuche                                          |
| GD    | Generaldurchschnitt                                         |
| BED   | Bester Einzeldurchschnitt eines Spielers                    |
| HS    | Höchstserie                                                 |
|       | Bester GD des Turniers                                      |
|       | Bester ED des Turniers                                      |
|       | Beste HS des Turniers                                       |
|       | 1. Platz (Gold)                                             |
|       | 2. Platz (Silber)                                           |
|       | 3. Platz (Bronze)                                           |

| Platz                      | Name                | MP    | Pkte. | Aufn. | GD    | BED   | HS |
| -------------------------- | ------------------- | ----- | ----- | ----- | ----- | ----- | -- |
| 1                          | Raymond Ceulemans   | 20:2  | 645   | 466   | 1,384 | 2,142 | 9  |
| 2                          | Nobuaki Kobayashi   | 20:2  | 644   | 567   | 1,135 | 1,666 | 14 |
| 3                          | Yoshio Yoshihara    | 16:6  | 616   | 577   | 1,067 | 1,463 | 9  |
| 4                          | Egidio Vierat       | 14:8  | 615   | 632   | 0,973 | 1,500 | 11 |
| 5                          | Humberto Suguimitzu | 12:10 | 596   | 544   | 1,095 | 1,428 | 13 |
| 6                          | Allen Gilbert       | 12:10 | 594   | 696   | 0,853 | 1,016 | 8  |
| 7                          | Johann Scherz       | 10:12 | 549   | 586   | 0,936 | 1,304 | 10 |
| 8                          | Edward Robin        | 8:14  | 552   | 643   | 0,858 | 1,578 | 8  |
| 9                          | Alfonso Gonzales    | 6:16  | 571   | 635   | 0,899 | 1,363 | 15 |
| 10                         | Hernan Bustos       | 6:16  | 504   | 590   | 0,854 | 1,200 | 7  |
| 11                         | Adolfo Suárez       | 4:18  | 507   | 626   | 0,809 | 0,937 | 7  |
| 12                         | Mohammed Diab       | 4:18  | 481   | 632   | 0,761 | 1,304 | 9  |
| Turnierdurchschnitt: 0,955 |                     |       |       |       |       |       |    |